# Общество с дополнительной ответственностью
О́бщество с дополни́тельной отве́тственностью — одна из организационно-правовых форм, которая до 1 сентября 2014 года была предусмотрена законодательством Российской Федерации (Гражданский кодекс РФ, ст. 95) для коммерческих организаций. Учрежденное одним или несколькими лицами общество, уставный капитал которого разделен на доли определенных учредительными документами размеров; участники такого общества солидарно несут субсидиарную ответственность по его обязательствам своим имуществом в одинаковом для всех кратном размере к стоимости их вкладов, определяемом учредительными документами общества.

## Особенности
В целом на общества с дополнительной ответственностью распространялись положения законодательства Российской Федерации об обществах с ограниченной ответственностью за исключением предусмотренной для участников такого общества субсидиарной ответственности, которую они несли по обязательствам общества солидарно всем своим имуществом в одинаковом для всех кратном размере к стоимости их вкладов, определяемом учредительными документами общества. Таким образом, для участников обществ с дополнительной ответственностью не предусматривалось ограничение ответственности, которое предоставляется участникам (акционерам) иных форм хозяйствующих товариществ и обществ.
Фраза «… с дополнительной ответственностью» обязательно должна была включаться в наименование организации, избравшей эту организационно-правовую форму.
На практике в России ОДО практически не встречались, потому и были в итоге упразднены в 2014 году.